# Первое правительство Азарова
Правительство Николая Азарова было сформировано 11 марта 2010 года после образования в Верховной раде Украины 6 созыва коалиции «Стабильность и реформы» (укр. «Стабільність і реформи»). 3 декабря 2012 года Кабинет министров во главе с Николаем Азаровым отправлен в отставку. Члены правительства продолжали исполнять свои обязанности до 24 декабря 2012 года, когда президент отдельными указами назначил новых и уволил старых министров.

## Состав правительства

### До 9 декабря 2010 года
11 марта 2010 года за кандидатуру Николая Азарова на пост премьер-министра Украины проголосовало 242 депутата. На этом же заседании парламента он принял присягу.
За формирование состава кабинета министров, предложенного Николаем Азаровым проголосовало 240 депутатов. За кандидатуры министров обороны и иностранных дел, предложенные Виктором Януковичем проголосовало 239 депутатов.
На том же заседании за досрочное сложение депутатских полномочий новоназначенными членами правительства проголосовало 339 депутатов.
Данный состав правительства действовал до 9 декабря 2010 года.
| Должность | Руководитель                                                                         | Партия |
| --- | ------------------------------------------------------------------------------------ | ------ |
| Премьер-министр Украины                                                                                               | Азаров, Николай Янович                                                               | ПР     |
| Первый вице-премьер-министр Украины                                                                                   | Клюев, Андрей Петрович                                                               | ПР     |
| Вице-премьер-министр Украины                                                                                          | Колесников, Борис Викторович                                                         | ПР     |
| Вице-премьер-министр Украины                                                                                          | Семиноженко, Владимир Петрович (по 2 июля 2010)                                      | ПР     |
| Вице-премьер-министр Украины                                                                                          | Сивкович, Владимир Леонидович (по 13 октября 2010)                                   | ПР     |
| Вице-премьер-министр Украины                                                                                          | Слаута, Виктор Андреевич (по 13 октября 2010)                                        | ПР     |
| Вице-премьер-министр Украины                                                                                          | Тигипко, Сергей Леонидович                                                           | СУ     |
| Вице-премьер-министр Украины                                                                                          | Тихонов, Виктор Николаевич                                                           | ПР     |
| Министр иностранных дел Украины                                                                                       | Грищенко, Константин Иванович                                                        | ПР     |
| Министр обороны Украины                                                                                               | Ежель, Михаил Брониславович                                                          | БЛ     |
| Министр аграрной политики Украины                                                                                     | Присяжнюк, Николай Владимирович                                                      | ПР     |
| Министр внутренних дел Украины                                                                                        | Могилёв, Анатолий Владимирович                                                       | ПР     |
| Министр здравоохранения Украины                                                                                       | Мытник, Зиновий Николаевич                                                           | ПР     |
| Министр по вопросам жилищно-коммунального хозяйства Украины                                                           | Попов, Александр Павлович (по 17 июня 2010) Хиврич, Юрий Егорович                    | ПР     |
| Министр культуры и туризма Украины                                                                                    | Кулыняк, Михаил Андреевич                                                            | ПР     |
| Министр образования и науки Украины                                                                                   | Табачник, Дмитрий Владимирович                                                       | ПР     |
| Министр охраны окружающей среды Украины                                                                               | Бойко, Виктор Алексеевич (по 2 июля 2010) Злочевский, Николай Владиславович          | БЛ ПР  |
| Министр промышленной политики Украины                                                                                 | Колесников, Дмитрий Валериевич                                                       | ПР     |
| Министр регионального развития и строительства Украины                                                                | Яцуба, Владимир Григориевич                                                          | ПР     |
| Министр топлива и энергетики Украины                                                                                  | Бойко, Юрий Анатолиевич                                                              | ПР     |
| Министр транспорта и связи Украины                                                                                    | Ефименко, Константин Алексеевич                                                      | ПР     |
| Министр труда и социальной политики Украины                                                                           | Надрага, Василий Иванович                                                            | БЛ     |
| Министр Украины по делам семьи, молодежи и спорта                                                                     | Сафиуллин, Равиль Сафович                                                            | ПР     |
| Министр угольной промышленности Украины                                                                               | Ященко, Юрий Петрович                                                                | ПР     |
| Министр финансов Украины                                                                                              | Ярошенко, Федор Алексеевич                                                           | ПР     |
| Министр Украины по вопросам чрезвычайных ситуаций и по делам защиты населения от последствий Чернобыльской катастрофы | Шуфрич, Нестор Иванович (по 10 июля 2010) Балога, Виктор Иванович (с 12 ноября 2010) | ПР ЕЦ  |
| Министр экономики Украины                                                                                             | Цушко, Василий Петрович                                                              | СПУ    |
| Министр юстиции Украины                                                                                               | Лавринович, Александр Владимирович                                                   | ПР     |
| Министр Кабинета Министров Украины                                                                                    | Толстоухов, Анатолий Владимирович                                                    | ПР     |

### Состав после 9 декабря 2010 года
9 декабря 2010 года Президент Украины В. Ф. Янукович Указом № 1085/2010 «Об оптимизации системы центральных органов исполнительной власти» утвердил новую структуру Кабинета министров Украины и в тот же день произвёл соответствующие кадровые изменения:
| Должность | Руководитель | Партия |
| --- | --- | ------ |
| Премьер-министр Украины                                                                                                | Азаров, Николай Янович | ПР     |
| Первый вице-премьер-министр Украины                                                                                    | Клюев Андрей Петрович (с 11 марта 2010 по 14 февраля 2012) Хорошковский, Валерий Иванович (с 22 февраля 2012 по 24 декабря 2012)                                                   | ПР     |
| Вице-премьер-министр Украины — Министр здравоохранения Украины                                                         | Богатырёва, Раиса Васильевна | ПР     |
| Вице-премьер-министр Украины — Министр инфраструктуры Украины                                                          | Колесников, Борис Викторович | ПР     |
| Вице-премьер-министр Украины — Министр социальной политики Украины                                                     | Тигипко, Сергей Леонидович | СУ     |
| Вице-премьер-министр Украины — Министр регионального развития, строительства и жилищно-коммунального хозяйства Украины | Тихонов, Виктор Николаевич (по 1 июня 2011) | ПР     |
| Министр аграрной политики и продовольствия Украины                                                                     | Присяжнюк, Николай Владимирович | ПР     |
| Министр внутренних дел Украины                                                                                         | Могилёв, Анатолий Владимирович (с 11 марта 2010 по 7 ноября 2011) Захарченко Виталий Юрьевич (с 7 ноября 2011)                                                                     |        |
| Министр иностранных дел Украины                                                                                        | Грищенко, Константин Иванович | ПР     |
| Министр культуры Украины                                                                                               | Кулыняк, Михаил Андреевич | ПР     |
| Министр обороны Украины                                                                                                | Ежель, Михаил Брониславович (с 11 марта 2010 по 8 февраля 2012) Саламатин, Дмитрий Альбертович (с 8 февраля 2012)                                                                  | БЛ ПР  |
| Министр образования и науки, молодёжи и спорта Украины                                                                 | Табачник, Дмитрий Владимирович | ПР     |
| Министр экологии и природных ресурсов Украины                                                                          | Злочевский, Николай Владиславович (с 2 июня 2010 по 20 апреля 2012) Ставицкий, Эдуард Анатольевич (с 20 апреля 2012)                                                               | ПР     |
| Министр экономического развития и торговли Украины                                                                     | Порошенко, Пётр Алексеевич (с 23 марта 2012) |        |
| Министр энергетики и угольной промышленности Украины                                                                   | Бойко, Юрий Анатолиевич | ПР     |
| Министр финансов Украины                                                                                               | Ярошенко, Фёдор Алексеевич (с 11 марта 2010 по 18 января 2012) Хорошковский, Валерий Иванович (с 18 января 2012 по 22 февраля 2012) Колобов, Юрий Владимирович (с 28 февраля 2012) | ПР     |
| Министр по чрезвычайным ситуациям Украины                                                                              | Балога, Виктор Иванович | ЕЦ     |
| Министр юстиции Украины                                                                                                | Лавринович, Александр Владимирович | ПР     |
| Министр регионального развития, строительства и жилищно-коммунального хозяйства Украины                                | Близнюк, Анатолий Михайлович (с 12 июля 2011) | ПР     |